# Аксиоматика Колмогорова
Аксиома́тика Колмого́рова — общепринятая аксиоматика для математического описания теории вероятностей. Первоначальный вариант предложен Андреем Николаевичем Колмогоровым в 1929 году, окончательная версия — в 1933 году. Аксиоматика Колмогорова позволила придать теории вероятностей стиль, принятый в современной математике.

## История аксиоматизации теории вероятностей
Проблема аксиоматизации теории вероятностей включена Д. Гильбертом в формулировку его 6-й проблемы «Математическое изложение основ физики»:
С исследованиями по основаниям геометрии близко связана задача об аксиоматическом построении по этому же образцу тех физических дисциплин, в которых уже теперь математика играет выдающуюся роль: это в первую очередь теория вероятностей и механика. Что касается аксиом теории вероятностей, то мне казалось бы желательным, чтобы параллельно с логическим обоснованием этой теории шло рука об руку строгое и удовлетворительное развитие метода средних значений в математической физике, в частности, в кинетической теории газов.
До Колмогорова попытки аксиоматизировать теорию вероятностей предпринимали Г. Больман (1908), С. Н. Бернштейн (1917), Р. Мизес (1919 и 1928), а также Ломницкий A. (1923) на базе идей Э. Бореля о связи понятий вероятности и меры.
А. Н. Колмогоров под влиянием идей теории множеств, меры, интегрирования, функций сформулировал простую систему аксиом (вообще говоря, не являющуюся единственной). Эта система позволила описать уже существовавшие к тому времени классические разделы теории вероятностей, дать толчок развитию её новых разделов (например, теории случайных процессов) и стала общепринятой в современной теории вероятностей.

## Колмогоровские аксиомы элементарной теории вероятностей
Элементарная теория вероятностей — та часть теории вероятностей, в которой приходится иметь дело с вероятностями лишь конечного числа событий. Теория вероятностей, как математическая дисциплина, может и должна быть аксиоматизирована совершенно в том же смысле, как геометрия или алгебра. Это означает, что, после того как даны названия изучаемым объектам и их основным отношениям, а также аксиомы, которым эти отношения должны подчиняться, всё дальнейшее изложение должно основываться исключительно лишь на этих аксиомах, не опираясь на обычное конкретное значение этих объектов и их отношений. Аксиоматизация теории вероятностей может быть проведена различными способами как в отношении выбора аксиом, так и выбора основных понятий и основных соотношений. Если преследовать цель возможной простоты как самой системы аксиом, так и построения на ней дальнейшей теории, то представляется наиболее целесообразным аксиоматизирование понятия случайного события и его вероятности.
Пусть {\displaystyle \Omega } — множество элементов {\displaystyle \omega }, которые называются элементарными событиями, а {\displaystyle {\mathcal {F}}} — множество подмножеств {\displaystyle \Omega }, называемых случайными событиями (или просто — событиями), а {\displaystyle \Omega } — пространством элементарных событий.
- Аксиома I (алгебра событий). {\displaystyle {\mathcal {F}}} является алгеброй событий.
- Аксиома II (существование вероятности событий). Каждому событию {\displaystyle x} из {\displaystyle {\mathcal {F}}} поставлено в соответствие неотрицательное вещественное число {\displaystyle \mathbf {P} (x)}, которое называется вероятностью события {\displaystyle x}.
- Аксиома III (нормировка вероятности). {\displaystyle \mathbf {P} (\Omega )=1}.
- Аксиома IV (аддитивность вероятности). Если события {\displaystyle x} и {\displaystyle y} не пересекаются, то

{\displaystyle \mathbf {P} (x+y)=\mathbf {P} (x)+\mathbf {P} (y)}. (Здесь используется обозначение {\displaystyle x+y=x\cup y} для не пересекающихся множеств).
Совокупность объектов {\displaystyle (\Omega ,{\mathcal {F}},\mathbf {P} )}, удовлетворяющая аксиомам I—IV, называется вероятностным пространством (у Колмогорова: поле вероятностей).
Система аксиом I—IV непротиворечива. Это показывает следующий пример: {\displaystyle \Omega } состоит из единственного элемента {\displaystyle \omega }, {\displaystyle {\mathcal {F}}} — из {\displaystyle \Omega } и множества невозможных событий (пустого множества) {\displaystyle \varnothing }, при этом положено {\displaystyle \mathbf {P} (\Omega )=1,\mathbf {P} (\varnothing )=0}. Однако эта система аксиом не является полной: в разных вопросах теории вероятностей рассматриваются различные вероятностные пространства.

## Колмогоровская эмпирическая дедукция аксиом
Обычно можно предполагать, что система {\displaystyle {\mathcal {F}}} рассматриваемых событий {\displaystyle x,y,z,\ldots ,} которым приписаны определённые вероятности, образует алгебру событий, содержащую в качестве элемента множество {\displaystyle \Omega } (аксиома I, а также первая часть аксиомы II — существование вероятности). Можно практически быть уверенным, что если эксперимент повторен большое число {\displaystyle n} раз и если при этом через {\displaystyle m} обозначено число наступления события {\displaystyle x}, то отношение {\displaystyle m/n} будет мало отличаться от {\displaystyle \mathbf {P} (x)}. Далее ясно, что {\displaystyle 0\leqslant m/n\leqslant 1}, так что вторая часть аксиомы II оказывается вполне естественной. Для события {\displaystyle \Omega } всегда {\displaystyle m=n}, благодаря чему естественно положить {\displaystyle \mathbf {P} (\Omega )=1} (аксиома III). Если, наконец, {\displaystyle x} и {\displaystyle y} несовместны между собой (то есть события {\displaystyle x} и {\displaystyle y} не пересекаются как подмножества {\displaystyle \Omega }), то {\displaystyle m=m_{1}+m_{2}}, где {\displaystyle m,m_{1},m_{2}} обозначают соответственно число экспериментов, исходами которых служат события {\displaystyle x+y,x,y}. Отсюда следует:
{\displaystyle {\frac {m}{n}}={\frac {m_{1}}{n}}+{\frac {m_{2}}{n}}.}
Следовательно, является уместным положить
{\displaystyle \mathbf {P} (x+y)=\mathbf {P} (x)+\mathbf {P} (y)} (аксиома IV).

## Аксиома непрерывности и бесконечные вероятностные пространства
В отличие от элементарной теории вероятностей, теоремы, которые выводятся в общей математической теории вероятностей, естественно применяются также и к вопросам, связанным с бесконечным числом случайных событий. Но при изучении этих последних применяются существенно новые принципы: предполагается, что кроме аксиом элементарной теории вероятностей (I—IV) выполняется ещё следующая
- Аксиома V (непрерывности). Для убывающей последовательности

{\displaystyle x_{1}\supseteq x_{2}\ldots \supseteq x_{n}\supseteq \ldots }
событий из {\displaystyle {\mathcal {F}}} такой, что
{\displaystyle \bigcap _{n}x_{n}=\varnothing ,}
имеет место равенство
{\displaystyle \lim _{n\rightarrow \infty }\mathbf {P} (x_{n})=0.}
Аксиома непрерывности — это единственная аксиома современной теории вероятностей, относящаяся именно к ситуации бесконечного числа случайных событий. Обычно в современной теории вероятностей вероятностным пространством называется только такое вероятностное пространство {\displaystyle (\Omega ,{\mathcal {F}},\mathbf {P} )}, которое, кроме того, удовлетворяет аксиоме V. Вероятностные пространства в смысле аксиом I—IV Колмогоров предлагал называть вероятностными пространствами в расширенном смысле (у Колмогорова поле вероятностей в расширенном смысле), в настоящее время этот термин употребляется крайне редко. Заметим, что если система событий {\displaystyle {\mathcal {F}}} конечна, аксиома V следует из аксиом I—IV. Все модели с вероятностными пространствами в расширенном смысле удовлетворяют, следовательно, аксиоме V. Система аксиом I—V является непротиворечивой и неполной. Напротив, для бесконечных вероятностных пространств аксиома непрерывности V является независимой от аксиом I—IV.
Так как новая аксиома существенна лишь для бесконечных вероятностных пространств, то почти невозможно разъяснить её эмпирическое значение, например, так, как это было проделано с аксиомами элементарной теории вероятности (I—IV). При описании какого-либо действительно наблюдаемого случайного процесса можно получать только конечные поля — вероятностные пространства в расширенном смысле. Бесконечные вероятностные пространства появляются как идеализированные схемы действительных случайных явлений. Общепринято молчаливо ограничиваться такими схемами, которые удовлетворяют аксиоме V, что оказывается целесообразным и эффективным в различных исследованиях.

## Бесконечные вероятностные пространства и «идеальные события»
Алгебра {\displaystyle {\mathcal {F}}} событий пространства элементарных исходов {\displaystyle \Omega } называется борелевской алгеброй, если все счётные суммы {\displaystyle \sum _{n}x_{n}} событий {\displaystyle x_{n}} из {\displaystyle {\mathcal {F}}} принадлежат {\displaystyle {\mathcal {F}}}. В современной теории вероятностей борелевские алгебры событий обычно называют {\displaystyle \sigma }-алгебрами событий (сигма-алгебрами). Пусть дано вероятностное пространство в расширенном смысле {\displaystyle (\Omega ,{\mathcal {F}}_{0},\mathbf {P} )}, где {\displaystyle {\mathcal {F}}_{0}} — алгебра, {\displaystyle \mathbf {P} } — вероятностная мера на ней. Известно, что существует наименьшая сигма-алгебра {\displaystyle {\mathcal {F}}=\sigma ({\mathcal {F}}_{0})}, содержащая {\displaystyle {\mathcal {F}}_{0}}. Более того, справедлива
Теорема (о продолжении). Определённую на {\displaystyle (\Omega ,{\mathcal {F}}_{0})} неотрицательную счётно-аддитивную функцию множеств {\displaystyle \mathbf {P} =\mathbf {P} (\cdot )} всегда можно продолжить с сохранением обоих свойств (неотрицательности и счётной аддитивности) на все множества из {\displaystyle {\mathcal {F}}} и при этом единственным образом.
Таким образом, каждое вероятностное пространство в расширенном смысле {\displaystyle (\Omega ,{\mathcal {F}}_{0},\mathbf {P} )} может быть математически корректно продолжено до бесконечного вероятностного пространства {\displaystyle (\Omega ,{\mathcal {F}},\mathbf {P} )}, которое в современной теории вероятностей принято называть просто вероятностным пространством.
Вместе с тем множества из сигма-алгебры {\displaystyle {\mathcal {F}}} бесконечного вероятностного пространства можно рассматривать только как «идеальные события», прямо не представимые в мире наблюдений. Если, однако, рассуждение, которое использует вероятности таких «идеальных событий» приводит к определению вероятностей «реального события» из {\displaystyle {\mathcal {F}}}, то это определение, очевидно, автоматически будет непротиворечивым и с эмпирической точки зрения.

## Критика термина «аксиоматика теории вероятностей»
Некоторые учёные[кто?] не согласны с тем, что Колмогоров сделал теорию вероятностей аксиоматической теорией. Их доводы:
- Вероятность — это понятие реального мира, поэтому её невозможно аксиоматизировать, можно только построить математическую модель. Например, так же невозможно аксиоматизировать понятие «мост», что не мешает рассчитывать мосты на прочность, строя математические модели, со свойствами похожими на настоящие мосты.
- Утверждают, что аксиоматика Колмогорова не вводит ни одного нового «базового понятия» (неопределяемого, как точка или прямая). А значит, она является лишь определением: «Вероятность — это такая ограниченная мера, что {\displaystyle \operatorname {P} (\Omega )=1}». При этом аксиоматику Колмогорова они называют «моделью Колмогорова». Иногда приводятся альтернативные модели теории вероятностей.

Иной взгляд: в модели Колмогорова вводятся понятие «событий» и алгебра операций над ними, которой изоморфна алгебра множеств. Но в квантовой логике иная алгебра событий, она подчиняется иной аксиоматике (и такие алгебры изучались И. М. Гельфандом), а «квантовая вероятность» строится отлично от классической
(см. напр ).